# Thomas Walgensten

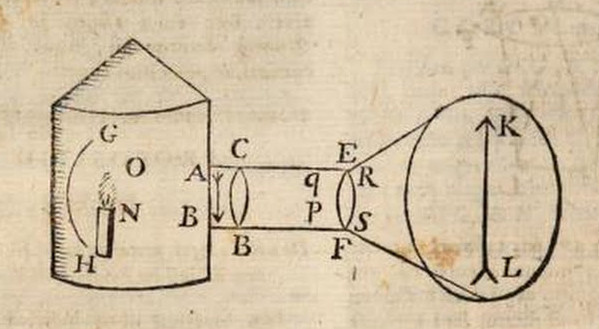
Walgensten's makiske lanterne illustreret i Claude Dechales Cursus seu mundus mathematicus - Tomus secundus (1674)

Thomas Rasmussen Walgensten, eller Walgensteen, eller "Thomas Erasmi Gotlandus" som han kallades då han dimmitterades från Viborg skola i Danmark, född omkring 1627 i Vallstena socken på Gotland, död 1681, Hans familj levde vid Lilla Bjerge gård i Vallstena. Hans farfar var tingsdomare och fadern kan möjligen varit detsamma men han "rymde efter begången stöld" och avrättades. Gift första gången med Magdalene Jacobsdatter som var född på Gotland. Gift andra gången med Birgitte Jacobsdatter Mandix, förmodligen född och död i Danmark. Efter makens död skänkte hon hans bibliotek till den danske kungen, Kristian V.
Thomas Walgensten var den siste danske landsdomaren på Gotland under danska ockupationen 1676-1677. Han var även dansk fysiker. Gotland hörde vid den här tiden till Danmark. Han var upphovsman till den första riktigt användbara projektorn med namnet Laterna magica. Han var den förste personen som använde begreppet "laterna magica". Han anses också vara den som uppfann bildspelet som konstform. Han reste runt i Europa för att förevisa och sälja sin uppfinning.